# Kalkylator (datorprogram)
Kalkylator är ett program från Apple Computer som ingår i Mac OS. Programmet är helt enkelt en digital miniräknare.
Senaste version är 4.0.4.